# میلیسیا
میلیسیا (نام علمی: Milicia) نام یک سرده از تیره موراسه است.